# Bernard Quesnay
Bernard Quesnay est le quatrième roman d'André Maurois, publié pour la première fois en 1922 sous la forme d'une « édition préoriginale » de soixante-quatorze pages portant le nom de La hausse et la baisse, puis en 1926 sous la forme du roman que nous connaissons aujourd'hui, décrivant l'histoire sur six ans d'une famille, les Quesnay, à la tête d'une usine de textile en Normandie.

## Résumé
Au lendemain de la Première Guerre mondiale, dans la commune fictive de Pont-de-l'Eure, est formée le quinze mars mil neuf cent dix-neuf la société « Quesnay et Lecourbe », destinée à la production de textiles, entre Achille Quesnay, vieux « roc granitique sur lequel se brisent en vain les vagues des guerres et des crises », son gendre Camille Lecourbe, « industriel pompeux, officiel, qui préside les comités, obtient les croix et ne fait le travail », et ses deux petits-enfants Antoine et Bernard.
Ces deux derniers, occupés à diriger l'usine familiale, se voient peu à peu contraint de renoncer par devoir à leurs vies amoureuses : Antoine, marié à Françoise Pascal-Bouchet, fille d'un producteur de textile rival de son grand-père, se réfugie pendant son temps libre dans la lecture et la mécanique ; Bernard, amant d'une parisienne mal mariée, Simone Beix, la néglige de plus en plus. Comprenant que celui-ci est incapable de changer, car aimant en réalité son métier plus qu'il ne veut l'avouer, cette dernière finira par rompre avec lui. Quant à Françoise, après avoir été brièvement embrassée par Bernard dans un moment commun d'égarement, elle finira par convaincre son mari de quitter son emploi à l'usine et de partir avec elle et leurs enfants dans le sud de la France.
Six ans après le début du récit, ayant surmonté durant l’intervalle une grève ainsi qu'une brutale chute du cours de la laine qui force Bernard à partir trouver de nouveaux acheteurs en Hollande et à Londres, ce dernier finit par prendre la tête de la manufacture à la suite de son grand-père tout juste décédé, avec l'aide de l'un de ses cousins.

## Analyse
Entre l'obtention de sa licence ès lettres en 1903 et le début de sa carrière d'écrivain en 1918 avec la publication des Silences du colonel Bramble, s'écoulent pour André Maurois une dizaine d'années de vie consacrées à la direction de la manufacture familiale de textile d'Elbeuf, en compagnie de ses cousins. Cette expérience de la vie d'une usine, dont il tirera Bernard Quesnay, contribue à la tendresse particulière que l'écrivain avoue encore éprouver une trentaine d'années plus tard pour son livre :

« De tous mes romans c'est le plus exact, j'entends celui qui décrit le milieu que je connaissais le mieux. J'avais passé dix années parmi les industriels du textile et dirigé moi-même une usine ; il ne pouvait y avoir d'erreurs techniques dans l'image que je donnais de ce monde. »

— André Maurois, Préface du quatrième volume de ses œuvres compètes, Fayard, 1951.
L'auteur avoue également que les personnages de Bernard et d'Antoine Quesnay furent tirés l'un et l'autre de l'homme qu'il était au même âge, ayant comme le premier « senti la beauté du dévouement total à une entreprise et compris les devoirs, difficiles et douloureux, de tout chef », mais comme le second ayant finalement choisi de quitter l'entreprise familiale, « la vocation de l'écrivain l'emport[ant en lui] sur celle de l'homme d'action. »
Quant au traitement dans son ouvrage de la condition des ouvriers, si André Maurois admet avoir abordé la question « de l'extérieur, avec sympathie, avec respect, mais superficiellement », faute de pouvoir pénétrer plus profondément dans leurs esprits, mais sans que cela entache selon lui la justesse de sa démarche :

« Ma consolation est que, si imparfaites que soient ces esquisses, elles sont tout de même plus véridiques que celles des mineurs de Germinal. Les ouvriers de Zola ont leur grandeur romantique, mais ils demeurent absolument irréels. »

— André Maurois, Préface du quatrième volume de ses œuvres compètes, Fayard, 1951.
Enfin, pour ce qui est du thème principal du livre, l'auteur déclara : « La véritable héroïne de Bernard Quesnay, c'est l'Usine. Le livre restera, je l'espère, comme un document sur ce qu'il y avait de meilleur - et de plus menacé - dans la société bourgeoise, au début du vingtième siècle. »

## Éditions
- André Maurois, La hausse et la baisse, Arthème Fayard, Paris, 1922, 74 p.[4]
- André Maurois, Bernard Quesnay, Gallimard, Paris, 1926, 253 p.[5]
- André Maurois, Bernard Quesnay, lithographies de Jacques Thévenet, Gallimard, Paris, 1928, 185 p.[6]
- André Maurois, Bernard Quesnay, Gallimard, Paris, 1949, 251 p.[7]
- André Maurois, Œuvres complètes : Bernard Quesnay - Terre promise - Toujours l'inattendu arrive, t. IV, bois de Louis Jou, Paris, Fayard, 1951, 278 p.[8]
- André Maurois, Romans, avec trente-deux aquarelles de René Génis, Jean Terles, Candido Portinari, Jean-Pierre Péraro et Michel Thompson, Gallimard, Paris, 1961, 1136 p.[9]
- André Maurois, Bernard Quesnay, Livre de Poche, Paris, 1963, 246 p.[10]
- André Maurois, Ni ange, ni bête ; Bernard Quesnay ; Climats, Éditions Rencontre, Lausanne, 1969, 555 p.[11]
- André Maurois, Bernard Quesnay, Gallimard, Paris, 1973, 183 p.[12]
- André Maurois, Climats - Bernard Quesnay - Dix nouvelles, Édito-service, Genève, coll. « Les chefs-d'œuvre de André Maurois », 1976, 521 p.[13]